# 상궁
상궁(尙宮)은 조선시대 시녀 궁녀가 받을 수 있는 최고 직위인 정5품(正五品, 정오품, 정5품)의 공식 호칭이다. 궁궐 내부의 일을 다스리는 직함을 지닌 여성 장교들이 임명되었다. 정규 나인이 15년 이상 재직하면 상궁 비녀를 하사받았다. 따라서 새로 임명된 상궁의 나이는 대개 35~45세였다. 상궁부인은 자신의 집에서 하인들과 함께 생활할 만큼 좋은 대우를 받았다.
이 제목은 고려시대를 편찬한 『고려사』에 처음 등장한다. 백관지(百官志) 장에는 모든 관직에 대하여 상궁(尙官, 궁궐을 관리함), 상침(尙寢, 침구를 관리함), 상식(한자: 尙寢, 침구를 관리함)이라는 직분이 있었다. 상식(한자: 尙食, 음식을 관리함)과 또 다른 상침(한자: 尙針, 바느질을 관리함)은 현종 때 이루어졌다. 또 한씨가 재위 22년(1031년) 3월 상궁에 책봉됐다는 기록도 있다. 이러한 기록은 상궁제도가 고려시대부터 존재했음을 입증한다.
조선 건국 이후 왕비, 시녀 등 궁중 여성을 지칭하는 내명부 제도가 개정되면서 상궁이라는 직함을 지닌 여성 장교들이 내정을 관리하게 되었다. 일반적으로 궁궐의 최고 지위인 궁관(문자 그대로 궁궐 관리)이다. 내명부는 경국대전에 따라 크게 내관과 궁관으로 나누어졌다. 전자는 왕의 후궁이나 왕세자의 왕비를 말하며, 궁관은 직급이 있는 여성 장교를 말한다.
상궁의 사회적 지위는 일반적으로 양인계층에 속하며 정책적으로 내관과 구별된다.

## 상궁의 종류
- 제조상궁(한자:提調尙宮) – 큰방상궁이라고도 한다. 궁녀 중 가장 높은 지위에 있으며 재산관리를 담당하였다. 그들은 왕궁에서 많은 시녀들과 함께 왕을 섬기고 왕의 명령을 받으며 정치적 권력을 장악했다.
- 부제조상궁(한자: 副提調尙宮) – 아리고상궁(한자: 阿里庫尙궁)이라고도 한다. 그들은 궁전 창고의 재산을 관리했다.
- 지밀상궁(한자: 至密尙宮) – 대령상궁(한자: 待令尙궁)이라고도 함. 그들은 왕을 가까이서 기다렸다.
- 보모상궁(한자: 保姆尙宮) – 그들은 왕자와 공주를 돌보았다.
- 시녀상궁(한자: 侍女尙宮) – 그들은 책과 의식으로 지밀 사궁을 도왔다.
- 감찰상궁(한자: 監察尙宮) – 궁녀를 검열하고 벌을 주었다.

## 같이 보기
- 궁녀
- 대장금
- 궁녀 (2007년 영화)
- 조선왕조 궁중음식